# Shengli (socken i Kina, Inre Mongoliet, lat 43,94, long 123,33)
Shengli (kinesiska: 胜利, 胜利乡) är en socken i Kina. Den ligger i den autonoma regionen Inre Mongoliet, i den norra delen av landet, omkring 1 000 kilometer öster om regionhuvudstaden Hohhot.
Genomsnittlig årsnederbörd är 699 millimeter. Den regnigaste månaden är juli, med i genomsnitt 149 mm nederbörd, och den torraste är januari, med 6 mm nederbörd.